# 膠質浸透圧
膠質浸透圧（こうしつしんとうあつ、英: oncotic pressure, colloid osmotic pressure）は、浸透圧の一種で、動物の循環系において主としてアルブミンの濃度によって生じる血漿や間質液の浸透圧のこと。膠質とはコロイドのことである。
毛細血管は交換血管であるが、毛細血管壁にはかなり大きな穴があいており、そこから血球や高分子（タンパク質）は通さず、小分子やイオンを含んだ血漿が間質に押し出され濾過作用が行われている。
アルブミンなどの多くのタンパク質は濾過で血管中に残されるが、これらは水をひきつける浸透圧作用を持っている。この場合の浸透圧は膠質浸透圧と呼ばれ、細胞膜の内外の間などで生じる通常の浸透圧とは区別されている。タンパク質の溶液がコロイド溶液に類似しているために「膠質浸透圧」と呼ばれるが、実際にはタンパク質は完全に溶解しており、真の水溶液である。
またタンパク質はマイナスの電荷を持っているため、これと電気的に平衡するように陽イオン（おもにナトリウムイオン）が血漿中にひきつけられ、間質液との間に濃度勾配を生じる。これをドナン効果というが、このナトリウムイオンによって生じる浸透圧も膠質浸透圧として計算される。ドナン効果はタンパク濃度が増加すると曲線的に増大するため、血漿と間質液の間の膠質浸透圧較差もずっと大きくなる。
ヒトでは血漿タンパク濃度が7.3g/dl前後であるのに対して間質液中のそれは2-3g/dlである。この時血漿の膠質浸透圧は約28mmHgであり、間質液のそれは約8mmHgである。この濃度差から生じる膠質浸透圧較差によって循環血液量が保たれている。低アルブミン血症ではこの膠質浸透圧が低下するため、循環血漿量が維持できずに間質に流出してしまい、全身性浮腫や血管内脱水の原因となる。